# AC Ajaccio

Logo-ul precedent

Athletic Club Ajaccio este un club de fotbal din Ajaccio, Franța, care evoluează în Ligue 2. Ajaccio joacă meciurile de acasă pe Stade François Coty. Rivala sa este SC Bastia.

## Antrenori
| - Jean Pietri (pre-1955) - Félix Pironti (1955–57) - Michel Brusseaux (1957–58) - Jean Laune (1958–59) - Jean-Pierre Knayer (post. 1959-ante. 63) - Abderrahmane Azzouz (1963–64) - Ernst Stojaspal (1964–65) - Alberto Muro (1965–70) - Louis Hon (1970–71) - Antoine Cuissard (1971–72) - André Mori (1972–73) - Louis Hon (1973–74) - Lulu Accorsi (1974–75) - Alain Mistre (1975–76) - François Paoli (1976–78) |  | - Mohammed Azzouz (1978–79) - 1979–1992 : necunoscut - Baptiste Gentili (1992-01) - Rolland Courbis (2001–03) - Dominique Bijotat (2003–04) - Olivier Pantaloni (2004) - Rolland Courbis (2004 – Ianuarie 2006) - José Pasqualetti (Februarie 2006 – Mai 2006) - Ruud Krol (iunie 2006 – iunie 2007) - Gernot Rohr (iunie 2007–08) - José Pasqualetti (2008–09) - Olivier Pantaloni (2009–12) - Alex Dupont (iunie 2012-decembrie 2012) - Albert Emon (decembrie 2012-mai 2013) - Fabrizio Ravanelli (2013-...) |

## Palmares
Ligue 2
- Campioni (2): 1967, 2002

Championnat National
- Campioni (1): 1998

Ligue de Corse
- Campioni (9): 1920, 1921, 1934, 1939, 1948, 1950, 1955, 1964, 1994